# Triade arcaica
La triade arcaica è un'ipotetica triade divina, composta dalle tre presunte divinità, originariamente venerate sul Colle Capitolino a Roma: Giove, Marte e Quirino. Questa struttura non fu più rilevabile in epoche successive e sono state identificate solo alcune tracce da varie fonti letterarie e altre testimonianze. Molti studiosi contestano la validità di questa identificazione. 

## Descrizione
Georg Wissowa, nel suo manuale di religione romana, identificò questa struttura come una triade, sulla base dell'esistenza a Roma dei tre flamines maiores, che prestano servizio a questi tre dei. Ha osservato che questa struttura triadica sembra essere predominante in molte formule sacre che risalgono al periodo più antico e ha sottolineato il suo ruolo cardine nel determinare l'ordo sacerdotum, la gerarchia della dignità dei sacerdoti romani: Rex Sacrorum, Flamen Dialis, Flamen Martialis, Flamen Quirinalis e Pontifex Maximus in ordine decrescente di dignità e importanza. Ha osservato che poiché un tale ordine non rifletteva più la reale influenza e le relazioni di potere tra i sacerdoti negli ultimi tempi, avrebbe dovuto riflettere una gerarchia della prima fase della religione romana.
Wissowa ha identificato la presenza di una tale triade anche nel rituale umbro dell'Iguvio in cui solo a Giove, Marte e Vofionus è concesso l'epiteto di Grabovius e il fatto che a Roma i tre flamines maiores siano tutti coinvolti in modo peculiare nel culto della dea Fides.
Tuttavia Wissowa non ha proseguito l'analisi del significato e della funzione della struttura (che ha chiamato Göttersystem) che aveva identificato. 

### Analisi di Dumézil
Georges Dumézil in varie opere, in particolare nella sua religione arcaica romana, avanzò l'ipotesi che questa struttura triadica fosse una reliquia di una comune religione proto-indo-europea, basata su un'ideologia trifunzionale modellata sulla divisione di quella società arcaica. La divinità più alta sarebbe quindi un sovrano celeste, dotato di poteri e prerogative religiose, magiche e legali (connesse e legate al re e alla tradizione sacerdotale nella società umana), seguite in ordine di dignità dalla divinità che rappresenta il coraggio e l'abilità militare (collegato e collegato a una classe di guerrieri) e infine una divinità che rappresenta i valori mondani umani comuni di ricchezza, fertilità e piacere (connessi e collegati a una classe di produttori economici). Secondo l'ipotesi, tale struttura tripartita deve essere stata comune a tutti i popoli indoeuropei a causa delle sue tracce diffuse nella religione e nei miti dall'India alla Scandinavia e da Roma all'Irlanda. Tuttavia era scomparso dalla maggior parte delle società sin dalla preistoria, con l'unica eccezione dell'India. 
Nella religione vedica la funzione sovrana fu incarnata da Dyaus Pita e, in seguito, apparve divisa nei suoi due aspetti di inquietante e sbalorditivo potere onnipotente, incarnato da Varuna, e di fonte e custode della giustizia e compatti, incarnati da Mitra. Indra incarnava la funzione militare e i gemelli Ashvins (o Nasatya) la funzione di produzione, ricchezza, fertilità e piacere. Nella società umana il raja e la classe dei preti bramini rappresentavano la prima funzione (e godevano della massima dignità), la classe guerriera del kshatriya rappresentava la seconda funzione e la classe artigiana e mercantile del vaishya la terza. 
Allo stesso modo, a Roma, Giove era il sovrano supremo dei cieli e dio del tuono, rappresentato sulla terra dal rex, re (in seguito rex sacrorum) e dal suo sostituto, il Flamen Dialis, l'aspetto giuridico della sovranità incarnato anche da Dius Fidio, Marte era il dio dell'abilità militare e una divinità di guerra, rappresentata dal suo fiammeggiante Martialis; e Quirino l'enigmatico dio del populus romano ("popolo") organizzato nelle curie come una forza civile e produttiva, rappresentata dai Flamen Quirinalis. 
Oltre all'analisi dei testi già raccolti da Wissowa, Dumezil ha sottolineato l'importanza del piano tripartito della regia, il centro cultuale di Roma e residenza ufficiale del rex. Come registrato da fonti e confermato da dati archeologici, è stato ideato per alloggiare le tre divinità principali Giove, Marte e Ops, la divinità della ricchezza agricola, in tre stanze separate. 
Il culto di Fides coinvolse le tre Flamines Maiores: furono portate insieme al sacellum della divinità in una carrozza coperta e officiate con la mano destra, con le dita avvolte dita in un pezzo di stoffa bianca. L'associazione con la divinità che ha fondato l'ordine divino (Fides è associata a Giove nella sua funzione di custode del supremo ordine giuridico) sottolinea le reciproche interconnessioni tra loro e gli dei che rappresentavano il supremo ordine celeste, il cui carattere arcano era rappresentato simbolicamente nel carattere nascosto delle forme del culto. 
Gli spolia opima furono dedicati dalla persona che aveva ucciso il re o il capo del nemico in battaglia. Erano dedicati a Giove nel caso in cui il romano fosse un re o suo equivalente (console, dittatore o tribunus militum consulari potestate), a Marte nel caso in cui fosse un ufficiale e a Quirino nel caso in cui fosse un soldato comune. Anche gli animali sacrificali erano quelli della rispettiva divinità, cioè un bue a Giove, la solitaurilia a Marte e un agnello maschio a Quirino. 
Inoltre Dumézil ha analizzato le funzioni culturali del Flamen Quirinalis per comprendere meglio i caratteri di questa divinità. Un elemento importante era il suo officiare nelle feriae della Consualia aestiva, che associava Quirino al culto di Consus e indirettamente di Ops (Ops Consivia). Altre feriae su cui queste fiamme furono officiate sono le Robigalia, le Quirinalia che Dumezil identifica con l'ultimo giorno della Fornacalia, anche chiamate stultorum feriae, perché in quel giorno, alle persone che avevano dimenticato di arrostire il farro nel giorno prescritto dalla curio maximus, fu data un'ultima possibilità di fare ammenda, e la Larentalia si tenne in memoria di Larunda. Questi doveri religiosi mostrano che Quirino era un dio civile legato al ciclo agricolo e in qualche modo al culto degli antenati romani. 
Secondo Dumézil, la figura di Quirino si offuscò e iniziò ad essere connessa alla sfera militare a causa dell'assimilazione con il divino Romolo, il fondatore e il primo re di Roma. Un fattore che coincide con questa interpretazione fu la circostanza che Romolo era anche un gemello e Quirino aveva una corrispondenza nella teologia dei gemelli divini come gli indiani Ashvins e lo scandinavo Vani. L'interpretazione risultante fu la personalità sia civile che militare, sia guerriera che pacifica del dio. 
Dumézil dedica una discussione dettagliata delle fonti per dimostrare che non supportano la teoria di un Marte agrario. Marte sarebbe stato invocato sia nella Carmen Arvale che nella preghiera di Catone come custode, protettore armato dei campi e del raccolto. Non è sicuramente una divinità di abbondanza agricola e fertilità. 
Da notare che, secondo la tradizione, Romolo stabilì sia il ruolo che i doveri, civili e militari, del cittadino romano. In questo modo il rapporto tra Marte e Quirino divenne dialettico, poiché i romani passavano regolarmente dalla condizione di guerra a quella civile e viceversa. Nel ciclo annuale questo passaggio è segnato dai riti dei Salii, essi stessi divisi in due gruppi, uno dedicato al culto di Marte (Salii Palatini, creato da Numa) e l'altro di Quirino (Salii Collini, creato da Tullus Hostilius).
La triade arcaica secondo Dumézil non era strettamente una triade, era piuttosto una struttura alla base del primo pensiero religioso dei romani, un riflesso del comune patrimonio indoeuropeo. 
Questo raggruppamento è stato interpretato come un simbolo della prima società romana, in cui Giove, in sostituzione dell'autorità rituale e augurale del Flamen Dialis (sommo sacerdote di Giove) e delle principali università sacerdotali, rappresenta la classe sacerdotale; Marte, con la sua funzione di guerriero e agricoltore, rappresenta il potere del re e dei giovani nobili di portare prosperità e vittoria attraverso la magia simpatica con rituali come il cavallo di ottobre e il Lupercalia e Quirino, con la sua fonte come forma deificata del fondatore di Roma Romolo e la sua derivazione da co-viri ("uomini insieme"), che rappresenta la forza militare ed economica combinata del popolo romano. 
Secondo la sua ipotesi trifunzionale, questa divisione simboleggia le classi sociali generali di "sacerdote" (Giove), "guerriero" (Marte) e "contadino" o "civile" (Quirino). Sebbene entrambi Marte e Quirino avessero ciascuno aspetti militaristici e agricoli, portando gli studiosi successivi ad equiparare frequentemente i due nonostante la loro chiara distinzione negli antichi scritti romani, Dumézil sostenne che Marte rappresentava la nobiltà romana al loro servizio come soldati, mentre Quirino li rappresentava nel loro civile attività. Sebbene una tale distinzione sia implicita in alcuni passaggi romani, come quando Giulio Cesare chiama con disprezzo i suoi soldati quiriti ("cittadini") piuttosto che i militi ("soldati"), la parola quiriti era ormai dissociata dal dio Quirino, ed è probabile che inizialmente Quirino avesse un aspetto ancora più militaristico di Marte, ma che nel tempo Marte, in parte attraverso la sintesi con il dio greco Ares, divenne più bellicoso, mentre Quirino divenne più domestico. Risolvere queste incoerenze e complicazioni è difficile, principalmente a causa della natura ambigua e oscura del culto e dell'adorazione di Quirino; mentre Marte e Giove rimasero i più popolari di tutti gli dei romani, Quirino era una divinità più arcaica e opaca, diminuendo di importanza nel tempo. 